# 静岡県立病院機構
地方独立行政法人静岡県立病院機構（しずおかけんりつびょういんきこう）は、静岡市葵区に本拠を置く、静岡県による一般地方独立行政法人である。

## 沿革
- 2001年12月 - 「県立病院医療検討会」が病院運営のあり方等について提言が行われる
- 2005年12月 - 「県立3病院運営形態検討会」を設置
- 2006年4月 - 地方独立行政法人へ移行のため病院局に病院改革スタッフを設置
- 2006年7月 - 県立3病院運営形態検討会から知事への最終報告
- 2007年7月 - 静岡県議会において定款及び評価委員会条例を議決
- 2008年10月 - 静岡県議会において中期目標を議決
- 2009年4月1日 - 静岡県の地方独立行政法人として静岡県立病院機構を設立し、県立3病院の運営を同機構に移行
- 2011年4月 - 地域医療連携システム「ふじのくにバーチャル・メガ・ホスピタル」稼働開始[1]

特記なき記事は、『質の高い医療をより効率的に 地方独立行政法人 静岡県立病院機構への移行』（総務省）を出典とする。

## 運営する医療機関等
- 静岡県立総合病院（当法人所在地）
- 静岡県立こころの医療センター
- 静岡県立こども病院